# Championnat de Belgique de football de deuxième division 1942-1943
Navigation
saison précédente saison suivante
Le Championnat de Belgique de football D2 1942-1943 est la vingt-septième édition du championnat de Division 1 (D2) belge. C'est le deuxième "championnat de guerre" du 2e niveau national.
La compétition conserve son format traditionnel en deux séries mais cette fois 31 équipes sont alignées. Les deux champions de la saison précédente sont montés en Division d’Honneur d’où aucun club na été relégué. En 1942, aucune équipe ne quitte la Division 1 (D2) vers le 3e niveau, et donc les quatre champions de cette D3 portent le nombre de participants à 30.
Le R. CS Schaerbeek, qui la saison précédente a remplacé numériquement Huy (dans l’incapacité de s’aligner) est maintenu à ce niveau. Cela donne donc un total de 31 formations présentes.
Les deux clubs sacrés sont les Anversois de Berchem Sport et du Lyra:qui retrouvent l’élite belge. Les "Jaunes et Noirs" berchemois l’avait quittée en 1936 et le Lyra deux ans plus tard.

## Participants 1942-1943
Trente-et-un clubs prennent part à cette édition, soit trois de plus que lors de la saison précédente, à la fin de laquelle aucune équipe n'est reléguée vers le 3e niveau. Les équipes sont réparties en deux séries, l'une compte 16 formations, pour 15 à la seconde.
Ce total de 31 participants est atteint car deux clubs sont montés en Division d'Honneur, d'où aucune équipe n'est reléguée. S'ajoutent alors les quatre champions des séries de Promotion (D3) sans oublier la R. Union Hutoise FC qui est autorisée à reprendre sa place au 2e niveau car sa défection l'année précédente ne lui était pas imputable mais causée par les circonstances de la guerre.

### Série A
| #  | Nom                                                   | Mat. | Ville      | Stades             | En D2 depuis      | Total en D2 | S. précédente                       |
| -- | ----------------------------------------------------- | ---- | ---------- | ------------------ | ----------------- | ----------- | ----------------------------------- |
| 1  | Royal Football Club Sérésien                          | 17   | Seraing    | stade du Pairay    | 1931-1932 (10e)   | 12 saisons  | 14e Série A                         |
| 2  | Royal Stade Louvaniste                                | 18   | Louvain    | ??                 | 1936-1937 (5e)    | 19 saisons  | 10e Série A                         |
| 3  | Racing Club Mechelen Koninklijke Maatschappij         | 24   | Malines    | Antwerpsesteenweg  | 1937-1938 (4e)    | 8 saisons   | 11e Série A                         |
| 4  | Royal Fléron Football Club                            | 33   | Fléron     | ??                 | 1941-1942 (2e)    | 5 saisons   | 12e Série A                         |
| 5  | Royal Excelsior Football Club Hasselt                 | 37   | Hasselt    | Stedelekijestadion | 1938-1939 (3e)    | 13 saisons  | 6e Série A                          |
| 6  | Royal Vilvorde Football Club                          | 49   | Vilvorde   | ??                 | 1937-1938 (4e)    | 8 saisons   | 3e Série B                          |
| 7  | Koninklijke Maatschappij Lyra                         | 52   | Lierre     | Lyrastadion        | 1938-1939 (3e)    | 17 saisons  | 3e Série A                          |
| 8  | Club Sportif de Schaerbeek                            | 55   | Schaerbeek | Parc Josaphat      | 1930-1931 (11e)   | 13 saisons  | 10e Série B                         |
| 9  | Football Club Herentals                               | 97   | Herentals  | ??                 | 1941-1942 (2e)    | 2 saisons   | 9e Série A                          |
| 10 | Racing Club Tirlemont                                 | 132  | Tirlemont  | ??                 | 1938-1939 (3e)    | 9 saisons   | 2e Série A                          |
| 11 | Football Club Turnhout                                | 148  | Turnhout   | ??                 | 1937-1938 (4e)    | 14 saisons  | 7e Série A                          |
| 12 | Waterschei Sport Vereeniging Tot Herstel Onze Rechten | 553  | Genk       | stade André Dumont | 1935-1936 (6e)    | 6 saisons   | 13e Série A                         |
| 13 | Royale Union Hutoise Football Club                    | 76   | Huy        | ??                 | R 1942-1943 (1re) | 6 saisons   | Hors classement dans la Promotion C |
| 14 | Football Club Verbroedering Geel                      | 395  | Geel       | ??                 | 1942-1943 (1re)   | 1 saison    | 1er Promotion B                     |
| 15 | Cercle Sportif Andennais                              | 307  | Andenne    | stade J. Pappa     | 1942-1943 (1re)   | 1 saison    | 1er Promotion C                     |
| 16 | Koninklike Tongerse Sportvereniging Cercle            | 73   | Tongres    | ??                 | 1942-1943 (1re)   | 4 saisons   | 1er Promotion D                     |

### Localisations Série A
| \| FC Turnhout FC Herentals Verb. Geel Lyra RC Malines Cs Schaerbeek Vilvorde St. Louvaniste Tirlemont Waterschei Exc. FC Hasselt Tongres FC Sérésien Fléron FC CS Andennais U. Hutoise \| Localisation des clubs engagés en Division 1A 1942-1943 |
| FC Turnhout FC Herentals Verb. Geel Lyra RC Malines Cs Schaerbeek Vilvorde St. Louvaniste Tirlemont Waterschei Exc. FC Hasselt Tongres FC Sérésien Fléron FC CS Andennais U. Hutoise                                                               |

### Série B
| #  | Nom                                                            | Mat. | Ville              | Stades                 | En D2 depuis    | Total en D2 | S. précédente   |
| -- | -------------------------------------------------------------- | ---- | ------------------ | ---------------------- | --------------- | ----------- | --------------- |
| 1  | Daring Club de Bruxelles Société Royale                        | 2    | Molenbeek          | stade E. Machtens      | 1941-1942 (2e)  | 2 saisons   | 4e Série A      |
| 2  | Royal Football Club Brugeois                                   | 3    | Bruges             | De Klokke              | 1941-1942 (2e)  | 5 saisons   | 4e Série B      |
| 3  | Royal Uccle Sport                                              | 15   | Uccle              | Chaussée de Neerstalle | 1923-1924 (18e) | 23 saisons  | 5e Série A      |
| 4  | Royal Charleroi Sporting Club                                  | 22   | Charleroi          | stade du Mambourg      | 1937-1938 (4e)  | 8 saisons   | 5e Série B      |
| 5  | Royal Berchem Sport                                            | 28   | Berchem            | Het Rooi               | 1936-1937 (5e)  | 10 saisons  | 2e Série B      |
| 6  | Royal Racing Club Tournaisien                                  | 36   | Tournai            | Drève de Maire         | 1941-1942 (2e)  | 2 saisons   | 11e Série B     |
| 7  | Royale Association Sportive Renaisienne                        | 38   | Renaix             | avenue du 4 mars       | 1937-1938 (4e)  | 8 saisons   | 14e Série B     |
| 8  | Royal Football Club Renaisien                                  | 46   | Renaix             | Parc Lagache           | 1931-1932 (10e) | 10 saisons  | 7e Série B      |
| 9  | Athletische Sportvereeniging Oostende Koninklijke Maatschappij | 53   | Ostende            | Albertpark             | 1938-1939 (3e)  | 13 saisons  | 9e Série B      |
| 10 | Voetbal Vereeniging Oude God Sport                             | 68   | Mortsel            | ??                     | 1934-1935 (7e)  | 10 saisons  | 8e Série B      |
| 11 | Koninklijke Tubantia Football Athletic Club                    | 64   | Borgerhout         | Rivierenhof            | 1932-1933 (9e)  | 11 saisons  | 8e Série A      |
| 12 | Royal Cercle Sportif Hallois                                   | 120  | Hal                | ??                     | 1941-1942 (2e)  | 2 saisons   | 13e Série B     |
| 13 | Union Sportive du Centre                                       | 213  | Haine-Saint-Pierre | ??                     | 1935-1936 (6e)  | 6 saisons   | 6e Série B      |
| 14 | Koninklijke Belgica Football Club Edegem                       | 375  | Edegem             | ??                     | 1935-1936 (6e)  | 9 saisons   | 12e Série B     |
| 15 | Koninklijke Football Club Vigor Hamme                          | 211  | Hamme              | ??                     | 1942-1943 (1re) | 1 saison    | 1er Promotion A |

### Localisations Série B
| \| Anvers · R. Berchem Sport · Tubantia FC · VV Oude God Sport · Belgica FC Edegem AS Oostende FC Brugeois Anvers Daring Uccle CS Hallois Sp. Charleroi US du Centre RC Tournai Hamme R. AS Renaisienne FC Renaisien \| Localisation des clubs engagés en Division 1B 1942-1943 |
| Anvers · R. Berchem Sport · Tubantia FC · VV Oude God Sport · Belgica FC Edegem AS Oostende FC Brugeois Anvers Daring Uccle CS Hallois Sp. Charleroi US du Centre RC Tournai Hamme R. AS Renaisienne FC Renaisien                                                               |

### Localisation des clubs anversois
Les 4 clubs anversois sont:
(3) R. Berchem Sport (B)
(4) Tubantia FAC (B)
(10) K. FC Belgica Edegem (B)
(11) VV Oude God Sport (B)

## Classements
- Le nom des clubs est celui employé à l'époque

Légende
- Champion & Promu en Division d'Honneur
- clubs relégué en Promotion (D3)

Abréviations
 : Promu de Promotion 1941-1942

### Division 1A
| Rang | Équipe                  | Pts | J  | G  | N | P  | Bp  | Bc  | Diff |
| ---- | ----------------------- | --- | -- | -- | - | -- | --- | --- | ---- |
| 1    | K. LYRA                 | 51  | 30 | 24 | 3 | 3  | 128 | 38  | +90  |
| 2    | FC Verbroedering Geel   | 43  | 30 | 19 | 5 | 6  | 130 | 57  | +73  |
| 3    | R. Stade Louvaniste     | 41  | 30 | 18 | 5 | 7  | 77  | 44  | +33  |
| 4    | K. Tongerse SV Cercle   | 40  | 30 | 17 | 6 | 7  | 74  | 47  | +27  |
| 5    | FC Turnhout             | 39  | 30 | 17 | 5 | 8  | 82  | 49  | +33  |
| 6    | RC Mechelen KM          | 39  | 30 | 18 | 3 | 9  | 102 | 52  | +50  |
| 7    | RC Tirlemont            | 39  | 30 | 16 | 2 | 12 | 65  | 55  | +10  |
| 8    | THOR Waterschei SV      | 29  | 30 | 12 | 5 | 13 | 62  | 73  | -11  |
| 9    | FC Herentals            | 29  | 30 | 13 | 3 | 14 | 70  | 61  | +9   |
| 10   | R. Excelsior FC Hasselt | 28  | 30 | 12 | 4 | 14 | 65  | 66  | -1   |
| 11   | R. Vilvorde FC          | 25  | 28 | 11 | 3 | 16 | 70  | 87  | -17  |
| 12   | R. CS Schaerbeek        | 25  | 28 | 12 | 1 | 17 | 62  | 75  | -13  |
| 13   | R. Fléron FC            | 22  | 30 | 10 | 2 | 18 | 47  | 72  | -25  |
| 14   | R. FC Sérésien          | 19  | 30 | 8  | 3 | 19 | 69  | 100 | -31  |
| 15   | CS Andennais            | 10  | 30 | 3  | 4 | 23 | 34  | 128 | -94  |
| 16   | R. Union Hutoise        | 6   | 30 | 3  | 0 | 27 | 32  | 165 | -133 |

### Division 1B
| Rang | Équipe               | Pts | J  | G  | N | P  | Bp  | Bc  | Diff |
| ---- | -------------------- | --- | -- | -- | - | -- | --- | --- | ---- |
| 1    | R. BERCHEM SPORT     | 47  | 28 | 22 | 3 | 3  | 122 | 22  | +100 |
| 2    | R. FC Brugeois       | 43  | 28 | 19 | 5 | 4  | 85  | 31  | +54  |
| 3    | Daring CB SR         | 42  | 28 | 19 | 4 | 5  | 84  | 41  | +43  |
| 4    | R. Charleroi SC      | 42  | 28 | 18 | 4 | 6  | 109 | 55  | +54  |
| 5    | K. FC Vigor Hamme    | 37  | 28 | 16 | 5 | 7  | 93  | 47  | +46  |
| 6    | R. Uccle Sport       | 35  | 28 | 17 | 1 | 10 | 85  | 55  | +30  |
| 7    | VV Oude God Sport    | 29  | 28 | 11 | 7 | 10 | 59  | 70  | -11  |
| 8    | US du Centre         | 25  | 28 | 10 | 5 | 13 | 40  | 49  | -9   |
| 9    | R. FC Renaisien      | 25  | 28 | 11 | 3 | 14 | 62  | 61  | +1   |
| 10   | K. Tubantia FAC      | 24  | 28 | 10 | 4 | 14 | 59  | 76  | -17  |
| 11   | R. RC Tournaisien    | 20  | 28 | 8  | 4 | 16 | 42  | 106 | -64  |
| 12   | R. AS Renaisienne    | 16  | 28 | 5  | 6 | 17 | 33  | 84  | -51  |
| 13   | AS Oostende KM       | 16  | 28 | 7  | 2 | 19 | 38  | 103 | -65  |
| 14   | R. CS Hallois        | 15  | 28 | 4  | 7 | 17 | 35  | 81  | -46  |
| 15   | K. FC Belgica Edegem | 6   | 28 | 2  | 2 | 24 | 27  | 92  | -65  |

## Déroulement de la saison

### Attribution du titre de «Champion de Division 1»
Ce match a une valeur honorifique.
| Date       | Équipe 1 | Équipe 2         | Score | Remarques |
| ---------- | -------- | ---------------- | ----- | --------- |
| ??/??/1943 | K. Lyra  | R. Berchem Sport | ?-?   |           |

## Résumé de la saison
- Champion A: K. Berchem Sport (2e titre en D2)
- Champion B: K. Lyra (2e titre en D2)

- Dixième et Onzième titre de "D2" pour la Province d’Anvers.

| Région flamande (17)            | Région flamande (17) | Province de Brabant (7)      | Province de Brabant (7) | Région wallonne (7)    | Région wallonne (7) |
| ------------------------------- | -------------------- | ---------------------------- | ----------------------- | ---------------------- | ------------------- |
| Province d'Anvers               | 9                    | Région de Bruxelles-Capitale | 3                       | Province de Hainaut    | 3                   |
| Province de Flandre-Occidentale | 2                    | Province du Brabant flamand  | 4                       | Province de Liège      | 3                   |
| Province de Flandre-Orientale   | 3                    | Province du Brabant wallon   | 0                       | Province de Luxembourg | 0                   |
| Province de Limbourg            | 3                    |                              |                         | Province de Namur      | 1                   |

1. ↑  Au niveau footballistique, la province de Brabant est toujours unitaire malgré sa partition territoriale en 1995.

## Montée / Relégation
- Les deux champions (Berchem Sport et Lyra) accèdent à la Division d'Honneur, où ils remplacent les deux relégués: Boom FC et Racing CB.

- Les deux derniers de chaque série sont relégués en Promotion (D3) et cèdent leur place au champion de chacun des quatre groupes de ce niveau (Courtrai Sport, FC Liégeois, Stade Nivellois et St-Niklaassche)

## Débuts en D2
Trois clubs effectuent leur début au 2e niveau national belge. Ils sont les 81e, 82e et 83e clubs différents à atteindre la D2.
- FC Verbroedring Geel - 21e club de la Province d'Anvers en D2 ;
- K. FC Vigor Hamme - 9e club de la Province de Flandre orientale en D2 ;
- CS Andennais - 3e club de la Province de Namur en D2 ;